# Augustus Legge
Auguste Legge (28 novembre 1839 - 15 mars 1913)  est évêque de Lichfield de 1891  jusqu'en 1913.

## Famille et éducation
Legge est le troisième fils de William Legge (4e comte de Dartmouth), et de sa seconde épouse Frances, fille de George Barrington (5e vicomte Barrington). William Legge (5e comte de Dartmouth), est son demi-frère et Heneage Legge son propre frère . Il fait ses études au Collège d'Eton et Christ Church, Oxford. Il épouse Fanny Louisa, fille de William Bruce Stopford Sackville, en 1877. Ils ont plusieurs enfants. Fanny est décédée en décembre 1911. Legge lui survit deux ans et meurt en mars 1913, à l'âge de 73 ans .

## Carrière
Ordonné en 1864, il sert dans des cures à Handsworth, Staffordshire (1864–1866) où sa famille possède des terres, et ensuite à St Mary's, Bryanston Square (1866–1867). Son frère (alors comte de Dartmouth et patron de l'église) le présente pour devenir Vicaire de St Bartholomew's, Sydenham (1867–1879). Il devient en outre aumônier domestique d'Anthony Thorold, évêque de Rochester, et chanoine honoraire de la Cathédrale de Rochester (1877–1891). Il succède à son oncle (Henry Legge) comme vicaire de St Mary's, Lewisham (1879–1891), où son frère est seigneur du manoir et est également doyen rural de Greenwich (1880–1886) et de Lewisham  (1886-1891) avant sa nomination à l'épiscopat : son élection au siège de Lichfield est confirmée à St Mary-le-Bow le 28 septembre et il est sacré évêque à la Cathédrale Saint-Paul le 29 septembre 1891, par Edward Benson, archevêque de Cantorbéry. De 1873 à 1876, il est membre du London School Board, représentant la circonscription de Greenwich.